# Lucien Dautresme

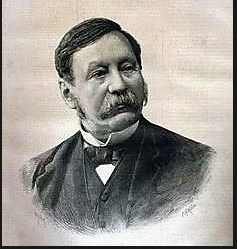
Lucien Dautresme

Lucien Dautresme (* 21. Mai 1826 in Elbeuf; † 18. Februar 1892 in Paris) war ein französischer Komponist, Unternehmer und Politiker.

## Leben
Lucien Dautresmes Familie war in der Region um Elbeuf alteingesessen; sein Vater war dort Tuchfabrikant. Er selbst besuchte das Collège in Rouen und das Lycée Henri IV in Paris. 1846 trat er in die École polytechnique ein. Er verließ sie zwei Jahre später mit dem Rang eines Aspiranten und Marine-Ingenieurs.
Die Schule engagierte sich während der Februarrevolution 1848 und er selbst bekräftigte seine offen republikanischen Überzeugungen. Innenminister Alexandre Ledru-Rollin ernannte ihn zum Sekretär von Emmanuel Arago, der damals Generalkommissar der Republik im Département Rhône war. Dautresme machte sich einen Namen, indem er Arago half, einen Arbeiteraufstand in Lyon zu verhindern. Er kehrte danach nach Elbeuf zurück, wo die republikanischen Ansichten seiner Familie allerdings in ihrem bourgeoisen Umfeld nicht gern gesehen waren; dies gipfelte sogar in einer Duellforderung.
Nachdem er sich geweigert hatte, den Eid auf Napoleon III. zu leisten, trat er von seinem Dienstgrad zurück, gab alle Ambitionen auf eine Karriere in der Marine auf und wandte sich fortan der Musik zu. Als guter Pianist schloss er sich in Paris Giacomo Meyerbeer an, dessen Schüler er wurde, und komponierte zahlreiche Melodien, die ab 1859 veröffentlicht wurden. Er vollendete Sous les charmilles (komische Oper in einem Akt), die 1862 im Théâtre-Lyrique aufgeführt wurde, obwohl er ein schlechtes Verhältnis zu Léon Carvalho, dem Direktor des Theaters, hatte. Da er jedoch einen Theaterdirektor verprügelt hatte, wurde er zu sechs Monaten Gefängnis verurteilt.
Am 21. April 1863 heiratete er in Paris Marie-Blanche Victoire Girard (1838–1912), eine Sängerin an der Opéra-Comique.
Er war einer der Gründer (zusammen mit Richard Waddington und Charles Besselièvre) des Petit Rouennais, eines „politischen Volksorgans“, das am 1. März 1878 gegründet wurde und dessen politischer Leiter er bis 1887 blieb.
Nachdem er nach Elbeuf zurückgekehrt war, um das väterliche Unternehmen mitzuleiten, ging er schließlich nach der Ausrufung der Dritten Republik in die Politik. Unterstützt von einem lokalen demokratischen Komitee, das fast ausschließlich aus Arbeitern bestand, scheiterte er zunächst bei den Parlamentswahlen im Februar 1871, wurde aber im Oktober desselben Jahres in den Generalrat des Départements Seine-Inférieure gewählt. 1877 wurde er wiedergewählt, trat aber 1880 zurück, da er nicht mehrere Mandate innehaben wollte. In der Zwischenzeit war er im Februar 1876 zum Abgeordneten für den Wahlkreis Elbeuf, Grand-Couronne und Boos (Seine-Maritime) gewählt worden. Er gehörte in der Kammer zunächst der radikalen Linken und ab Oktober 1885 den Républicains progressistes an. Er forderte eine Amnestie für die Kommunarden und unterzeichnete im Mai 1877 das Manifest der 363. Nach der Auflösung der Versammlung wurde er im Oktober 1877 sowie in den Jahren 1881, 1885 und 1889 wiedergewählt.

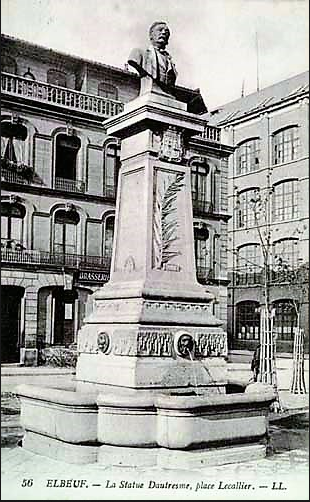
Elbeuf La Statue Dautresme place Lecallier

Im Einklang mit seiner parlamentarischen Tätigkeit wurde Dautresme 1885 Handelsminister, ein erstes Mal kurzzeitig im Kabinett Brisson I und von 1887 bis 1888 Minister für Handel und Industrie in den Kabinetten Rouvier I und Tirard I.
In Elbeuf wurde 1897 eine Denkmal zu seinen Ehren errichtet, das 1942 von den deutschen Besatzern zur Wiedergewinnung der Bronze eingeschmolzen und nie ersetzt wurde.

## Werke
Eine Liste seiner musikalischen Werke und seiner schriftlichen Veröffentlichungen mit Einzelverweisen auf die Französische Nationalbibliothek findet sich in der französischen Sprachversion dieses Artikels. Eine Sammlung kann auch direkt über den Weblink der Französischen Nationalbibliothek aufgerufen werden. Deutsche Übersetzungen seiner schriftlichen Werke sind nicht bekannt.